# 알페라츠
알페라츠(Alpheratz), 안드로메다자리 알파(α And / α Andromedae) 또는 시라흐(Sirrah)는 안드로메다자리에서 가장 밝은 별이다. 페가수스자리와 안드로메다자리의 경계 위에 걸쳐 있어 페가수스자리 델타로 불린 적도 있으나 현재는 사용하지 않는다.
지구에서 97광년 떨어져 있으며, 청백색의 준거성이다. 그냥 봤을 때는 하나의 별로 보이지만 실제로는 분광쌍성으로, 특히, 주성은 수은-망가니즈 별이다.
천문학자들은 안드로메다자리 알파의 대기조성이 이렇게 비정상적인 이유가 알파의 중력 때문에 원소들이 항성 내부로 끌려 들어갔기 때문이라고 한다.

## 명명과 어원
프톨레마이오스는, 알페라츠가 안드로메다자리와 페가수스자리의 영역을 공유한다고 여겼고, 바이어는 아예 하나의 별에 안드로메다자리 알파와 페가수스자리 델타라고 중복해서 이름을 부여했다. 그러나 1930년에 국제천문연맹에서 별자리의 구역을 확립하면서 안드로메다자리 알파라는 이름만 사용하게 되었으며, 2016년에는 알페라츠가 공식 이름으로 정해졌다.
아랍어로 알페라츠는 암말의 배꼽 سرة الفرس, 시라흐는 سرة 배꼽이라는 의미에서 유래.

## 특징
베스토 슬라이퍼는 1902년 10월부터 1904년 5월까지, 13회에 걸친 관측으로 분광쌍성이라는 걸 알아냈다. 1907년, 한스 루덴도르프가 대략적인 궤도 요소를 파악했고, 같은 해에 로버트 베이커는 이듬해에 걸친 관측으로, 보다 상세한 궤도 요소를 이끌어 냈다.
샤오 판은 1988년과 1989년에 걸쳐, 간섭법을 이용하여 반성의 정보와 함께 서로의 공전 주기도 알아냈다. 둘은 96.7일에 한 번씩 질량중심을 공전한다.

### 특이한 화학 조성
알페르츠의 스펙트럼을 보면 수은과 망가니즈를 비롯해서, 다른 별에서는 보기 드문 선 스펙트럼이 보인다.

### 변광성
사냥개자리 알파²형 변광성으로, 약 23시간을 주기로 밝기가 변한다. 대기에는 수은 구름이 적도 주변에 집중적으로 분포하는데, 이 때문에 밝기뿐만 아니라 여러 요소들도 변화하는 것으로 보인다.

## 겉보기 쌍성
알페라츠는 실제로 붙어 있는 분광 쌍성 말고도, 겉보기 쌍성이 하나 있다. 1781년에 윌리엄 허셜이 발견했다. 겉보기 쌍성인 만큼 그냥 봤을 때는 서로 붙어 있는 것처럼 보이지만 실제로는 지구에서 1,300광년 이상 떨어져 있다.

## 주해
1. 1 2  연주시차를 이용한 계산
2. ↑  자전 속도와 반지름을 이용한 계산